# Джамаа Сіді Рамдан
Мечеть Сіді Рамдан (араб. الجامع سيدي رمضان) або Джамаа Касба Ель-Кедіма, Мечеть старої цитаделі — мечеть в місті Алжир.

## Історія
Побудована в 1097 в епоху Булуггіна ібн Зірі, що робить її однією з найстаріших мечетей в касбі і місті в цілому.
У XVI столітті отримала назву Сіді Рамадан. За однією версією, названа на честь хороброго мусульманського війни Сіді Рамадана. По іншій на честь благочестивого валу міста Біскра.
У 1904 оголошена національним надбанням Алжиру.
У 1992 включена до списку всесвітньої спадщини ЮНЕСКО як частина Алжирської Касби.

## Опис
Розташована в комуні Баб-ель-Уед міста Алжирі, столиці Алжиру. Архітектура типово берберська, з одним, 32 метровим, квадратним мінаретом, двосхилим дахом, покритим черепицею. На приміщенні мало елементів декору. Площа будівлі – 400 м².